# Janus Braspennincx
Adrianus Jacobus Braspennincx, dit Janus Braspennincx, né le 5 mars 1903 à Zundert et mort le 7 janvier 1977 à Breda, est un ancien coureur cycliste néerlandais.

## Biographie
Aux Jeux olympiques de 1928, il a été médaillé d'argent de la poursuite par équipes. Professionnel de 1929 à 1936, il a été champion des Pays-Bas sur route en 1930.
Plusieurs membres de sa famille ont également été cyclistes. Son cousin John Braspennincx a notamment été champion des Pays-Bas en 1937 et 1942, et son fils Piet (nl) a été professionnel sur route.

## Palmarès

### Sur route
- 1927
  - 2e de l'Olympia's Tour
- 1930
  - Champion des Pays-Bas sur route

### Sur piste

#### Jeux olympiques
- Amsterdam 1928
  -  Médaillé d'argent de la poursuite par équipes

#### Six jours
- Six jours de Bruxelles : 1932 (avec Jan Pijnenburg)

#### Autres compétitions
- Prix du Salon : 1934 (avec Frans Slaats)